# Ingemar Wåhlstedt
Ingemar Wåhlstedt, född 23 oktober 1914 i Fryksände församling, Värmlands län, död 1 mars 1971 i Söderhamn (vid tiden bosatt i Hägersten) var en svensk advokat.
Efter studentexamen 1934 utexaminerades Wåhlstedt från Handelshögskolan i Stockholm 1939, anställdes vid Sveriges Allmänna Restaurangbolag 1939, vid Livsmedelskommissionen och Priskontrollnämnden 1943–1944, blev kontorschef vid AB Trafikrestauranger 1944, biträdande intendent vid Reso AB 1949 och var lärare vid Stockholms stads yrkesskolor 1950–1951.
Wåhlstedt blev juris kandidat 1953 och genomförde tingstjänstgöring i Solna domsagas tingslag 1953–1956. Han var biträdande jurist hos advokat Lage Knöös i Landskrona 1956, hos advokat Eric Lindé i Stockholm 1957 och bedrev egen advokatverksamhet i Stockholm från 1961. Han blev ledamot av Sveriges Advokatsamfund 1959.
Wåhlstedt mördades i samband med de så kallade tingshusmorden, då hemmansägaren Gunnar Bengtsson från Bergvik sköt ihjäl fyra personer under en förberedande förhandling i Sydöstra Hälsinglands tingshus i Söderhamn.